# Bessancourt
Bessancourt este o comună franceză, situată în departamentul Val-d'Oise, în regiunea Île-de-France.

## Geografie

### Localizare
Bessancourt se află la poalele pădurii Montmorency, pe versantul sud-vestic al colinei cu același nume, în extremitatea nord-vestică a văii Montmorency, la aproximativ douăzeci de kilometri nord-vest de Paris și la limita dintre pădurile Montmorency și L’Isle-Adam.

### Comune limitrofe
|               | Frépillon | Villiers-Adam |
| Méry-sur-Oise |           |               |
| Pierrelaye    | Beauchamp | Taverny       |

### Climă
În 2010, clima comunei este de tipul climatului oceanic degradat al câmpiilor din Centru și Nord, conform unui studiu al Centrului Național de Cercetare Științifică (CNRS) pe baza unui set de date care acoperă perioada 1971-2000 bazat pe o serie de date din perioada 1971-2000. În 2020, Météo-France a publicat o tipologie a climatului pentru Franța metropolitană, în care comuna este expusă unui climat oceanic și se află în regiunea climatică Sud-vest a bazinului Parisian, caracterizată printr-o ploaie redusă, în special primăvara (120-150 mm) și un iarnă rece (3,5 °C).
Pentru perioada 1971-2000, temperatura anuală medie este de 11,6 °C, cu o amplitudine termică anuală de 14,9 °C. Cumulul anual mediu de precipitații este de 673 mm, cu 10,5 zile de precipitații în ianuarie și 7,8 zile în iulie. Pentru perioada 1991-2020, temperatura medie anuală observată la stația meteorologică Météo-France cea mai apropiată, situată în comuna Pontoise la 8 km distanță, este de 12,5 °C, iar cumulul anual mediu de precipitații este de 666,7 mm.
Parametrii climatici ai comunei au fost estimați pentru mijlocul secolului (2041-2070) conform diferitelor scenarii de emisie de gaze cu efect de seră, bazate pe noile proiecții climatice de referință DRIAS-2020. Aceștia pot fi consultați pe un site dedicat publicat de Météo-France în noiembrie 2022.

## Urbanism

### Tipologie
La 1 ianuarie 2024, Bessancourt este clasificată drept un mare centru urban, conform noii grile comunale de densitate în șapte niveluri, definită de INSEE (Institutul Național de Statistică și Studii Economice) în 2022. Ea aparține unității urbane Paris, o aglomerație interdepartamentală care grupează 407 comune, din care face parte ca o comună din suburbie. De asemenea, comuna face parte din zona metropolitană a Parisului, fiind una dintre comunele din polul principal, această zonă reunind 1.929 de comune.

### Căi de comunicație și transporturi

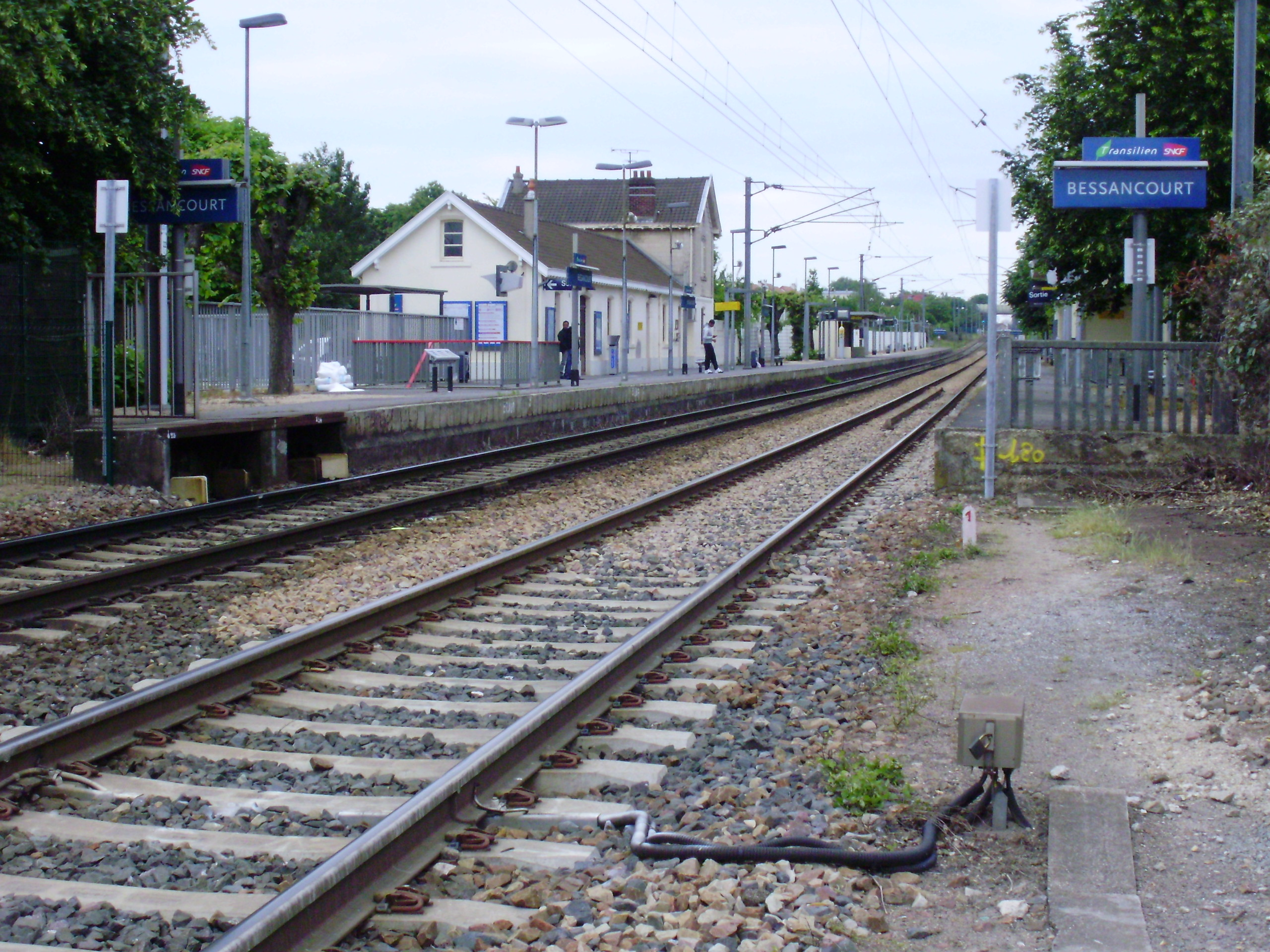
Gara din Bessancourt.

Autostrada A115, în direcția N 184 (Francilienne), se desprinde din A15 la nivelul localității Franconville și deservește Bessancourt prin ieșirea numărul 5.
Orașul este traversat de trei drumuri departamentale:
- pe un axă nord-vest/sud-est de fosta șosea națională 328 (actualul RD 328), care pornește din Eaubonne și ajunge până la Hérouville-en-Vexin;
- pe un axă sud-vest/nord-est de RD 411, venind din Herblay-sur-Seine și având capătul la Bessancourt;
- pe un axă sud-vest/nord-est de RD 191, venind din Pierrelaye și având capătul la Bessancourt.

Comuna este deservită de gara Bessancourt, situată pe linia H a rețelei Transilien, care leagă Paris-Nord de Valmondois (Butry-sur-Oise) și Persan - Beaumont.

## Toponimie
Bercencuria, Bercendicuria în 1259, Bessanicurtis, Bercencort.

## Istorie
Cel mai vechi vestigiu arheologic descoperit la Bessancourt este un vârf de piatră fasonat din gresie, datând din perioada mezolitică.
Bessancourt este considerat unul dintre cele mai vechi locuri de locuire din fostul diecez. Situația sa particulară — într-o vale adăpostită, la poalele unei coline împădurite, cu versanți însoriți — a favorizat instalarea umană timpurie. Satul s-a dezvoltat inițial de-a lungul unui pârâu, Menluce, care urma linia talvegului de pe actuala „Grande-Rue” și de pe „chemin de la Voie”, pentru a se vărsa în râul Liesse la Pierrelaye.
Sub domnia lui Filip August, Bessancourt a fost ridicat în anul 1189 la rangul de parohie, prin decizia lui Maurice de Sully⁠(d), episcop de Paris. În documentele cele mai vechi apar următoarele denumiri: Bercolcort (1189), Bercencort (1204), Berchoncourt (1231), Bercendicuriam (1249), in territorio Bercecurie (1253), Bersincourt (1239), Bessencourt (1299). Documente foarte vechi arată că primii seniori ai locului, familia Tirel, colectau taxe de trecere, precum și venituri provenite de la moara de vânt, cuptoarele de pâine și prese.
După perioada în care s-a aflat sub dominația familiei Tirel, Bessancourt a fost supus, timp de cinci secole și jumătate (din secolul al XIII-lea până în secolul al XVIII-lea), abației Maubuisson; treizeci de starețe s-au succedat acolo, purtând titlul de „Doamne ale Bessancourtului”.
Domeniul Bessancourt fusese cumpărat în anul 1240 de regina Blanche a Castiliei, care l-a dăruit abației Maubuisson care și-a afirmat apoi puterea prin construirea bisericii Saint-Gervais-et-Saint-Protais în anul 1250.

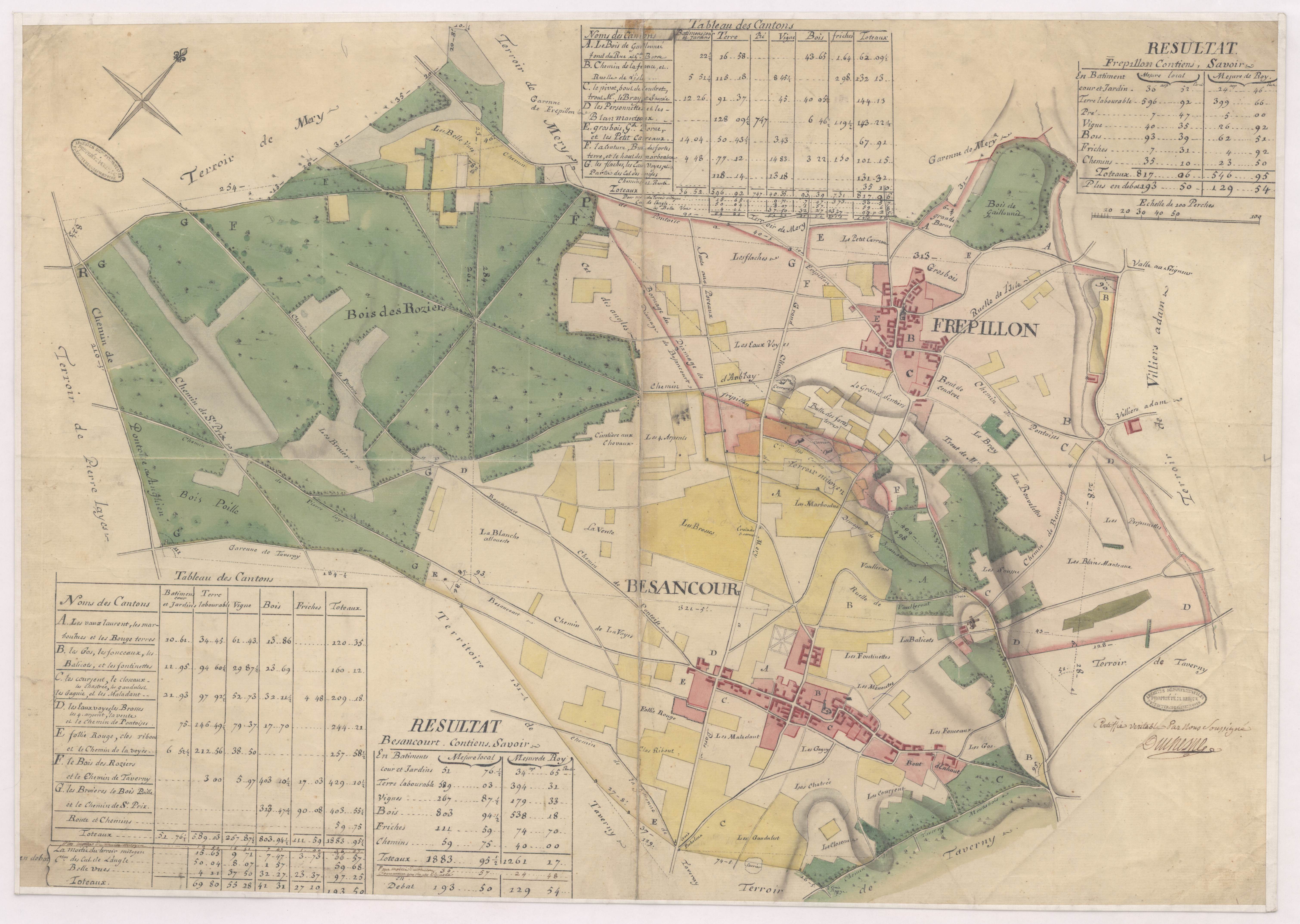
Plan de intendanță al localităților Bessancourt și Frépillon, 1783
Realizat de Denis Duchesne
Parte a cadastrului întocmit de Bertier de Sauvigny
Conservat la Arhivele Departamentale ale Val-d'Oise (Archives départementales du Val-d'Oise)

În timpul Revoluției Franceze, domeniul Maubuisson este vândut, iar primul consiliu comunal al localității se reunește la 7 februarie 1790.
La 27 aprilie 1789, deputații Garnier și Meurger prezintă cahier des doléances (registrul cu plângeri și cereri) al locuitorilor din Bessancourt în fața Statelor Generale. Cu acest prilej, localitatea pierde statutul de bourg fermé („târg închis” – statut care impunea plata unei taxe de trecere prin sat), spre satisfacția viticultorilor care dețineau 132 de hectare de viță-de-vie.
Primele alegeri municipale au loc la 7 februarie 1790, iar Jacques Chéron devine primul primar al comunei Bessancourt.
Începând cu 1815, sunt deschise importante exploatări de gips la Taverny și Bessancourt. Unele dintre aceste cariere situate în interiorul orașului vor fi închise în anul 1990.
În anul 1862, primăria și școlile sunt instalate în clădiri aflate lângă piață și vechiul cimitir. Acestea vor fi demolate și reconstruite în 1878, când se construiesc o nouă primărie și o școală nouă.
Teren al agricultorilor și viticultorilor, Bessancourt s-a dezvoltat constant de-a lungul secolelor, trecând de la 240 de locuitori în 1470 la 1.124 de locuitori în ajunul secolului al XX-lea.
Datorită poziției strategice a carierelor de gips — în special apropierea de calea ferată — și a dimensiunii acestora, ele sunt utilizate de către trupele germane între 1941 și 1944, pentru depozitarea de muniții, instalarea unui centru de apărare antiaeriană al Luftwaffe și amenajarea unui atelier de asamblare pentru rachetele V1 (minele nefiind potrivite pentru fabricarea rachetelor V2).
În 1946, forțele aeriene franceze utilizează la rândul lor carierele.
În 1957, Centrul de operațiuni al apărării aeriene este instalat la Taverny, urmat în 1961 de Comandamentul aerian al forțelor de apărare aeriană și, în 1963, de Comandamentul forțelor aeriene strategice.
Odată cu dezvoltarea mijloacelor de transport și apropierea de Paris, Bessancourt a pierdut în ultimul secol caracterul său agricol privilegiat care îl făcea o destinație de vacanță foarte apreciată. Însă, bogat prin trecutul său și mediul natural favorabil, Bessancourt atrage în continuare noi locuitori și cunoaște o dezvoltare constantă: 2.153 de locuitori în 1936, 2.644 în 1960, 3.500 în 1968, 5.759 în 1975 și 7.500 în anul 2000.

## Populația și societatea

### Date demografice
Evoluția numărului de locuitori este cunoscută prin recensămintele populației efectuate în comună începând din 1793. Pentru comunele cu mai puțin de 10 000 de locuitori, un recensământ al întregii populații este realizat la fiecare cinci ani, populațiile legale pentru anii intermediari fiind estimate prin interpolare sau extrapolare.
În 2022, comuna număra 8 521 locuitori, în creștere cu +20,61 % față de 2016 (Val-d'Oise: +4 %, Franța fără Mayotte: +2,11 %).
| An        | 1793 | 1821 | 1841 | 1856 | 1876 | 1886  | 1901  | 1921  | 1936  | 1962  | 1982  | 2006  | 2014  | 2022  |
| --------- | ---- | ---- | ---- | ---- | ---- | ----- | ----- | ----- | ----- | ----- | ----- | ----- | ----- | ----- |
| Populație | 789  | 785  | 785  | 712  | 866  | 1 008 | 1 266 | 1 683 | 2 153 | 2 847 | 5 758 | 7 281 | 6 582 | 8 521 |

## Cultură locală și patrimoniu

### Locuri și monumente

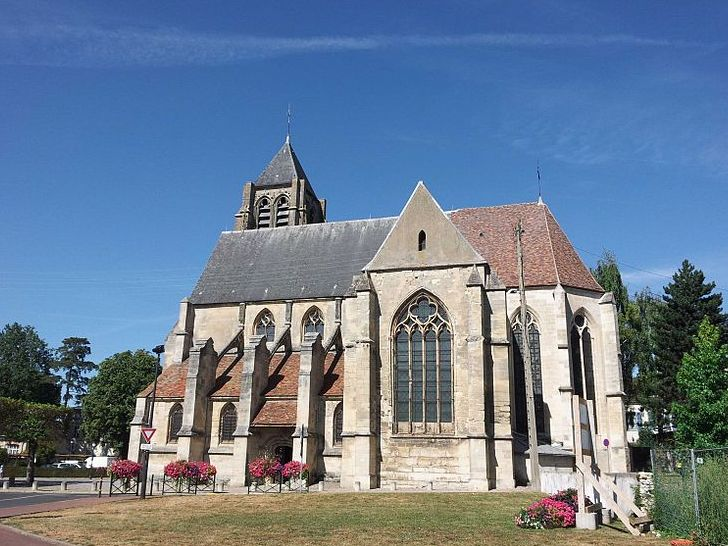
Biserica Saint-Gervais-et-Saint-Protais

Bessancourt are un monument istoric pe teritoriul său - Biserica Saint-Gervais-et-Saint-Protais, monument istoric, clasat în 1921:
De stil gotic, a fost construită începând din anul 1250, la inițiativa stareței de la abația Maubuisson, în locul unei capele care data cel puțin din secolul al XI-lea.
Având un plan cruciform, este o clădire înaltă și suplă, compusă dintr-o navă cu două abside laterale, un transept pronunțat și un cor cu absidă poligonală. Clopotnița, care se ridică pe prima travee a colateralei nordice, face parte integrantă din fațada vestică și a fost construită în secolul al XIV-lea. Etajul superior este deschis de două ferestre gemene prevăzute cu jaluzele pentru sunet, decorate bogat, însă contraforturile se termină brusc la nivelul jgheabului acoperișului. Nu există o fleșă, ci doar un acoperiș simplu în patru pante, acoperit cu ardezie.
Portalul vestic, cu bogata sa ornamentație flamboyant, precum și traforul ferestrei înalte în formă de fleur de lis datează abia din secolul al XIX-lea, dar iluzia unei arhitecturi din secolul al XVI-lea este aproape perfectă.
În această perioadă, nava și transeptul au fost modificate în cadrul reparațiilor efectuate în urma pagubelor provocate de Războiul de 100 de Ani. Trei arc-butante în prelungirea contraforturilor consolidează fațadele nordică și sudică ale navei, care are ferestre înalte doar pe a doua și a treia travee. Acestea au traforuri în stil flamboyant, în timp ce ferestrele colateralelor sunt ogive simple în formă de lancetă. Vitraliul mare din fațada brațului sudic al transeptului este deosebit de remarcabil; este compus din patru lancete înalte cu vârfuri în trifoi, surmontate de o rozetă cu patru ornamente.
Corul, fără colaterale, are ferestre cu două lancete de aceeași înălțime. În interior se pot observa două particularități ale vitraliilor în grisaille: reprezentarea în genunchi a lui Robert de Berceucort, canonic al Parisului în 1270, și, chiar deasupra, pe un panou adăugat, tot în genunchi, o stareță de la Maubuisson din 1594, ale cărei blazoane ar putea fi ale lui Angélique d'Estrées. Această observație susține ipoteza că biserica nu ar fi fost terminată decât spre sfârșitul secolului al XV-lea.
Se mai pot menționa:

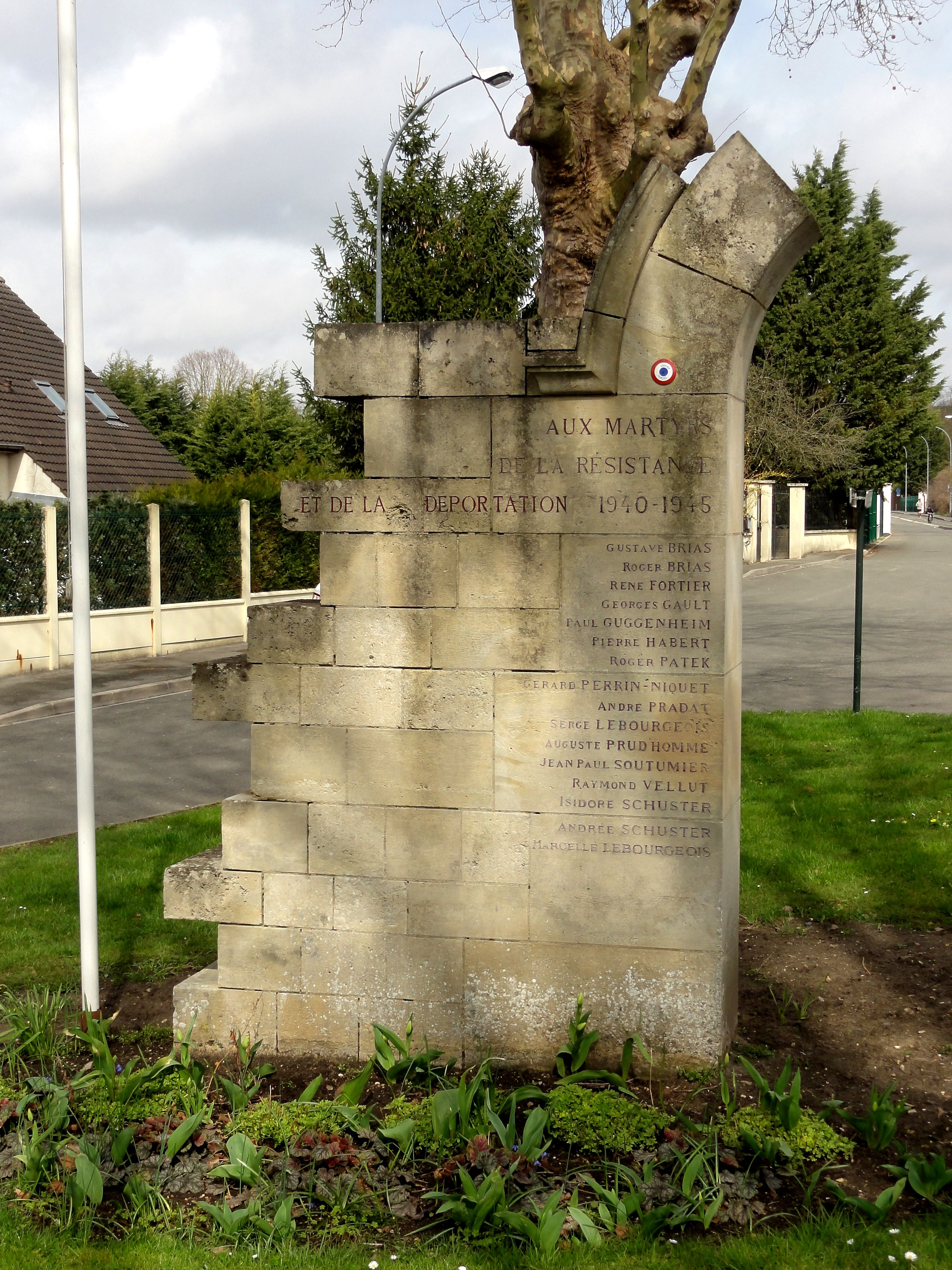
Monumentul dedicat martirilor Rezistenței și Deportării

- Monumentul dedicat martirilor Rezistenței și Deportării, situat vizavi de cimitir.
- Monumentul eroilor din cimitir.
- Grilajul castelului Madame, pe strada Château

Castelul din Bessancourt era inițial o reședință de vară a stareței abației Maubuisson. A devenit pavilion de vânătoare al prințului de Conti în timpul domniei lui Ludovic al XIV-lea și a fost vândut ca bun național în timpul Revoluției Franceze. Denumirea de „castel Madame” nu apare decât în secolul al XIX-lea și face referire la stareța de Maubuisson. Adolphe Thiers a locuit în conac în timpul revoluției din 1830. Grilajul a fost instalat în secolul al XIX-lea, înlocuind o poartă dublă din lemn. Castelul a fost demolat ulterior.
- Crucea de la Achevé, la intersecția pieței Achevé

Această cruce datează din secolul al XIII-lea și marca limita dintre feudele Bessancourt și Chevée, ambele aparținând casei de Montmorency. Prezența eșafodajului (instrument de execuție) în acest loc a contribuit probabil la deformarea numelui inițial de „crucea Chevée”, așa cum apare în hrisoavele vechi. Crucea actuală din fier forjat datează doar din secolul al XIX-lea.
- Izvorul Courgents, pe strada Haut-Tertre

Apa acestui izvor provine din valea Haut-Tertre. Inițial, izvorul se prezenta sub forma unei bălți mici, unde locuitorii aduceau vitele la adăpat. Abia în 1862 izvorul a fost captat sub un mic edificiu boltit.

### Personalități
- Alphonse de Lamartine (1790–1869), poet, romancier, dramaturg și istoric francez, una dintre marile figuri ale romantismului în Franța. A participat, de asemenea, la Revoluția franceză din 1848 și a proclamat A Doua Republică Franceză. A locuit la Bessancourt[24].
- Adolphe Thiers (1797–1877), om politic, a scris la Bessancourt primele două volume din lucrarea sa despre Istoria Revoluției Franceze[24].
- Georges Méliès (1861–1938), cineast, a locuit la Bessancourt. O stradă din localitate îi poartă numele[24].